# Saint-Calez-en-Saosnois
Saint-Calez-en-Saosnois è un comune francese di 175 abitanti situato nel dipartimento della Sarthe nella regione dei Paesi della Loira.

## Società

### Evoluzione demografica
Abitanti censiti